# La Mesa, Cundinamarca
La Mesa là một khu tự quản thuộc tỉnh Cundinamarca, Colombia. Thủ phủ của khu tự quản La Mesa đóng tại La Mesa Khu tự quản La Mesa có diện tích ki lô mét vuông. Đến thời điểm ngày 28 tháng 5 năm 2005, khu tự quản La Mesa có dân số 19136 người.